# Franciszek Walczak (kardiolog)
Franciszek Walczak (zm. 30 listopada 2015) – polski kardiolog, elektrofizjolog, profesor doktor habilitowany nauk medycznych.

## Życiorys
W 1993 habilitował się na podstawie pracy zatytułowanej Badanie elektrofizjologiczne w ocenie zagrożeń u chorych z zespołem Wolffa, Parkinsona i Whiteů. W 2002 uzyskał tytuł profesora nauk medycznych. Był pracownikiem naukowym w Instytucie Kardiologii im. Prymasa Tysiąclecia Stefana Kardynała Wyszyńskiego, oraz członkiem korespondentem Towarzystwa Naukowego Warszawskiego.